# مجلس مؤسسان نخست ایران
مجلس مؤسسان نخست ایران در روز یکشنبه ۱۵ آذر ماه ۱۳۰۴ خورشیدی با سخنرانی رضاخان پهلوی گشایش یافت.
پس از کودتای سوم اسفند سال ۱۲۹۹ که با همکاری رضاخان سردارسپه و سیدضیاءالدین طباطبایی صورت گرفت زمینه‌های به قدرت رسیدن رضاخان و پیشرفت او فراهم شد. پس از برکناری سیدضیاءالدین، رضاخان از سرداری سپاه به وزارت جنگ رسید و پس از نظم دادن ارتش و برقراری نسبی امنیت در ۵ آبان سال ۱۳۰۲ با فرمان احمدشاه به مقام نخست‌وزیری رسید. او اصلاحاتی را به وجود آورد و شورشیان را سرکوب کرد. پس از شکست تلاش‌ها برای برپایی جمهوری به جای پادشاهی مشروطه، طرفداران رضاخان در مجلس شورای ملی، قدرت رضاخان را با اعطای فرماندهی کل‌قوا به او افزایش دادند. در ۹ آبان ماه سال ۱۳۰۴ نمایندگان مجلس شورای ملی با اکثریت آرا، سلطنت قاجار را خاتمه دادند و در پی آن انتخابات مجلس مؤسسان برگزار و مجلس مؤسسان در روز یکشنبه ۱۵ آذر ماه سال ۱۳۰۴ گشایش یافت. سرانجام مجلس مؤسسان در روز یکشنبه ۲۲ آذرماه ۱۳۰۴ خورشیدی با تغییر اصول ۳۶، ۳۷، ۳۸ و ۴۰ متمم قانون اساسی مشروطه رسماً سلطنت قاجار را منحل اعلام و رضاشاه را به پادشاهی ایران برگزیدند. رضاشاه دو روز بعد به تخت پادشاهی نشست.

## پیش‌زمینه‌ها
کودتای سوم اسفند ۱۲۹۹، کودتایی نظامی بود که توسط رضاخان میرپنج و هم‌دستی سیدضیاءالدین طباطبایی اجرا شد. در نتیجه مذاکرات و هماهنگی‌های به عمل آمده بین سیدضیاءالدین طباطبایی و رضاخان، در روز سوم اسفند قوای ۳ تا ۴ هزار نفری قزاق وارد تهران شده و ادارات دولتی و مراکز نظامی را اشغال کردند. نزدیک به صد تن از فعالان سیاسی و رجال سرشناس بازداشت و زندانی شدند. احمدشاه قاجار و محمدحسن میرزا (ولیعهد) به کاخ فرح‌آباد گریختند و سپهدار رشتی (نخست‌وزیر) به سفارت انگلستان در تهران پناهنده شد. نتیجه کودتا، رئیس‌الوزرایی سیدضیاءالدین و سردار سپاه شدن رضاخان بود.
پس از چندی اقدامات سیدضیاءالدین که تصمیم به از میان برداشتن مخالفینش داشت موجب یگانگی نیروهای مخالفش شد که به عزل و تبعید او در ۴ خرداد سال ۱۳۰۰ شد. رضاخان در دولت قوام السلطنه به عنوان پاداش همراهیش در برکناری سیدضیاءالدین به مقام وزارت جنگ رسید. او با ادغام نیروهای ژاندارمری و قزاقان سپاهی جدید متشکل از ۴۰۰۰۰ نفر ایجاد کرد و فعالیت‌های نظامی و امنیتی‌اش را علیه نیروهای جدای طلب، سرکش و خودمختار آغاز کرد تا قدرت دولت مرکزی افزایش دهد. در ۵ آبان سال ۱۳۰۲ رضاخان با حکم احمدشاه به نخست‌وزیری رسید و هم‌زمان وزارت جنگ را هم کنترل می‌کرد. او در جلسهٔ آخر مجلس چهارم با نمایندگان برسر ایجاد قانون خدمت سربازی دوساله که زمین‌داران و علما به شدت با آن مخالف بودند درگیر شد. این درگیری منجر به نزدیکی رضاخان به سمت حزب تجدد و متحدین جدیدی در ابتدای گشایش مجلس پنجم شد. او و وزرای کابینه‌اش که از بین حزب تجدد و حزب سوسیالیست انتخاب کرده بود، اصلاحاتی مانند تغییر مالیات‌ها، تعیین اوزان و مقیاس‌ها، طرح راه‌آهن، تغییر تقویم، صدور شناسنامه برای افراد و منسوخ کردن القاب اشرافی را آغاز کرد.
در اواخر سال ۱۳۰۲ در بین جوانان جنبش جمهوری‌خواهی و دگرگونی برپا شد که تحت تأثیر از جمهوری ترکیه بود ولی ماهیت سکولار و ضداسلامی آن باعث برآشفتن بسیاری از علما و مذهبیون و مخالفت شدید آن‌ها به با این موضوع شد در پی این جریان رضاخان که ابتدا از این موضوع خشنود بود و از آن حمایت می‌کرد در فروردین ۱۳۰۳ مخالفت خود را با این موضوع اعلام کرد.

## نخستین گام‌های تغییر سلطنت
رضاخان در ۱۹ بهمن سال ۱۳۰۳ که مقام خود را سست بنیاد می‌دید کناره‌گیری خود را به ارتش و مجلس اعلام کرد؛ بهت و شگفتی ناشی از این اقدام او باعث شد که مجلس در جلسه ۲۵ بهمن ماه اختیارات نخست‌وزیری را افزایش دهد و فرماندهی کل قوای دفاعی و امنیتی را که از اختیارت مقام سلطنت بود در میان موج مخالفت اقلیت مجلس به نخست‌وزیر واگذار کند.

### تلاش برای تشکیل مجلس مؤسسان
در روز ۹ آبان ماه ۱۳۰۴ جمعی از نمایندگان مجلس شورای ملی پیشنهادی را در صحن مجلس قرائت کردند.
نظر به اینکه عدم رضایت از سلطنت قاجار و شکایاتی که از این خانواده می‌شود به درجه‌ای رسیده که مملکت را به مخاطره می‌کشاند، نطر به این که حفظ مصالح عالی مملکت مهمترین منظور و اولین وظیفه مجلس شورای ملی است و هرچه زودتر به بحران فعلی خاتمه باید داد امضا کنندگان با قید دو فوریت پیشنهاد می‌کنیم مجلس شورای ملی تصمیم ذیل را اتخاذ نمایند: ماده‌واحده- «مجلس شورای ملی به نام سعادت ملت انقراض سلطنت قاجاریه را اعلام نموده و حکومت موقتی را در حدود قانون اساسی و قوانین موضوعه مملکتی به شخص آقا رضاخان پهلوی واگذار می‌نمایند تعیین تکلیف حکومت قطعی موکول به نظر مجلس مؤسسان است که برای تغییر مواد ۳۶٬۳۷، ۳۸ و ۴۰ متمم قانون اساسی تشکیل می‌شود.»
پس از سخنرانی موافقان و مخالفان، تنها چهار تن علناً با طرح به ضدیت برخاستند و بقیه رضاخان را ستودند. هیچ‌یک از نمایندگان، هیچ کلمه‌ای برای دفاع از قاجار و حمایت از احمد شاه نگفتند. سیدحسن تقی‌زاده، حسین علاء، محمد مصدق و آخرین سخنران یحیی دولت‌آبادی
چهار نمایندهٔ مخالف بودند که پس از سخنرانی مجلس را ترک و در رای‌گیری شرکت نکردند.
از این بین، تقی‌زاده و دولت‌آبادی بر این اعتقاد بودند که طرح شتاب‌زده تهیه شده و این روش درست نیست؛ علاء بیان کرد که این اقدام اساساً خلاف قانون است و مجلس صلاحیت این‌کار را ندارد؛ و مصدق در استدلالی پیچیده که به آن جداً اعتقاد داشت گفت که رضاخان در مقام نخست‌وزیری و فرماندهی کل قوا توانسته‌است خدمات ارزنده‌ای به مملکت بکند و نگهداری او در این سمت‌ها بسیار سودمندتر است زیرا اگر شاه شود طبق قانون اساسی دیگر توانایی اجرایی نخواهد داشت و کشور از نخست وزیری چون او محروم خواهد شد.
سایر نمایندگان با ۸۰ رای موافق، ۳۰ رای ممتنع و ۵ رای مخالف به عدم لیاقت قاجار رای دادند و این ماده‌واحده را به تصویب رساندند و در پی آن رضاخان به ریاست دولت منصوب و مأمور اجرای انتخابات و تشکیل مجلس مؤسسان گشت.

### انتخابات مجلس مؤسسان نخست
در ۱۲ آبان ۱۳۰۴ وزارت داخله فرمان برگزاری انتخابات مجلس مؤسسان نخست را صادر کرد و فرمان حکومت نظامی در هنگام برگزاری انتخابات در سراسر کشور متوقف شد. مجلس مؤسسان که آیین‌نامه آن و به کوشش علی‌اکبر داور ترتیب داده شد؛ بنا به گفته باقر عاقلی پژوهشگر تاریخی، داور با کمک دوستانش لیستی از افراد و علما و روحانیونی را که سابقهٔ مخالفت با رضاخان را نداشتند برای نمایندگی مجلس گردآوری نمود که از جملهٔ آنان می‌توان به محمدحسین یزدی ندوشنی، ابوالقاسم کاشانی، میرزا شهاب کرمانی و شیخ ضیاالدین کیانوری اشاره کرد.

حسین مکی در کتاب تاریخ بیست ساله ایران مدعی‌است:
انتخابات مجلس مؤسسان شروع گردید، در تهران و شهرستان‌ها از طرف عمال سردار سپه و مأمورین شهربانی و قشونی فعالیت زیادی ابراز می‌شد کسانی حق داشتند انتخاب شوند که در لیست و صورت اسامی دولت صورت داده شده بودند. این لیست را شهربانی و داور و چند نفر دیگر تهیه کرده بودند، در تهران مأمور انتخاب اشخاص در لیست شهربانی بود ولی در شهرستان‌ها مأمورین انتخاب افراد در صورت مزبور رؤسای قشونی بودند.
در تهران که مرکز ایران بود و قاعدتاً بایستی انتخاباتش ولو به صورت ظاهر هم شده آزاد باشد اعمال نفوذ کردند و از انتخاب اشخاصی که واقعاً دارای آرای طبیعی بودند جداً جلوگیری نمودند و به همین لحاظ هم مشیرالدوله، موتمن‌الملک، مستوفی الممالک، مصدق السلطنه، مدرس، تقی‌زاده و غیره که در موقع تغییر سلطنت روی موافقی نشان نداده بودند، انتخاب نشدند و در عوض کسانی انتخاب شدند که به‌طور قطع اگر انتخابات آزاد بود از بیست و چهار نفر شاید دو یا سه نفر آن‌ها انتخاب نمی‌شدند. زیرا منتخبین مجلس مؤسسان غالباً دارای حسن شهرت و سوابق روشن که مورد اعتماد عمومی باشند نبوده و مردم آن‌ها را به خوبی نمی‌شناختند.
در انتخابات تهران چیزی که در تسریع عمل شهربانی در انتخابات و در انتخاب افراد مورد نظر واقع گردید، بی اعتنایی مردم نسبت به انتخابات مجلس مؤسسان بود. چه غالب اهالی تهران چون باطناً از سردار سپه دل خوشی نداشته و نسبت به انقراض قاجاریه هم با تنفر می‌نگریستند و می‌دانستند نتیجه انتخابات مجلس مؤسسان چه خواهد بود از شرکت در انتخابات خودداری کرده مأمورین شهربانی هم مغتنم شمرده هرکس را می‌خواستند پای صندوق انتخابات برده مانند ادوار بعد هر لیستی را دست آن‌ها می‌دادند مجبور بودند در صندوق بیندازند. در ولایات نیز شدیدتر از تهران با مردم رفتار کردند.
به‌طور کلی کسانی باید انتخاب می‌شدند که اگر وکیل مجلس شورای ملی هم بودند، از وکلایی یاشند که طرح راجع به تغییر سلطنت را قبل از طرح در مجلس امضا کرده باشند یا از کسانی باشند که قبلاً قول رای سلطنت پهلوی را داده باشند.
به این کیفیت انتخابات به جریان افتاد و همان اشخاص که می‌خواستند از صندوق‌ها بیرون آوردند.

## عملکرد و مصوبات

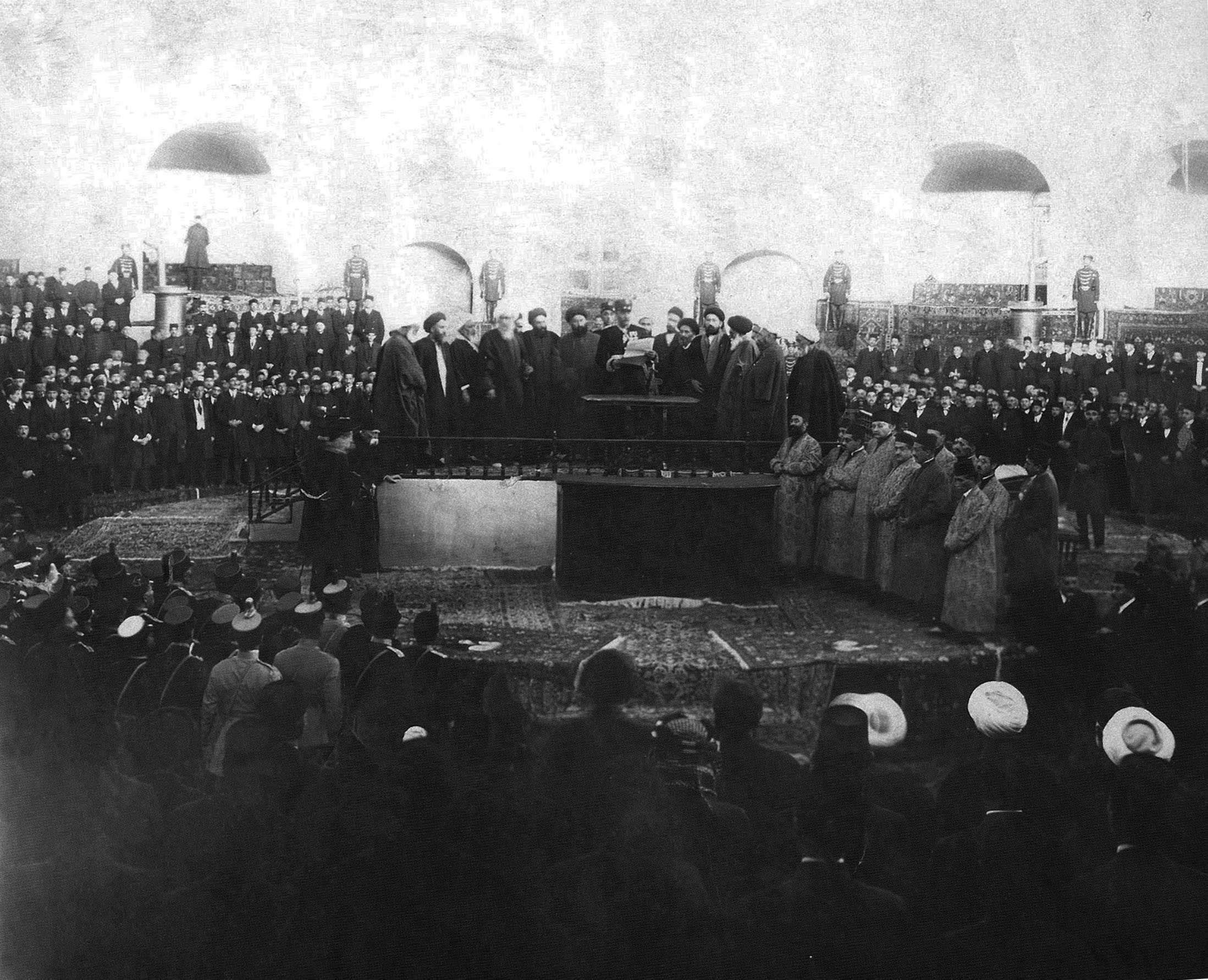
سوگند رضا شاه در برابر مجلس مؤسسان در تکیه دولت در روز بیست و چهارم آذر ۱۳۰۴

نخستین مجلس مؤسسان در روز یکشنبه ۱۵ آذرماه ۱۳۰۴ خورشیدی با سخنرانی رضاخان گشایش یافت. در نخستین نشست این مجلس به رای‌گیری در مورد انتخاب اعضای شعب شش‌گانه و هیئت رئیسه مجلس مؤسسان پرداخته شد و پس از اخذ رای مستشارالدوله به ریاست مجلس برگزیده گشت و کار تصویب اعتبارنامه‌های نمایندگان و انتخاب اعضا و تشکیل کمیسیون مطالعه در جلسات بعدی صورت پذیرفت.
کمیسیون مطالعه پس از بررسی اصول ۳۶، ۳۷، ۳۸ متمم قانون اساسی و بازنگری آن‌ها، اصول پیشنهادی خود را در جلسه چهارم مجلس به تاریخ ۲۱ آذرماه ۱۳۰۴ خورشیدی را به مجلس تسلیم کرد. در همان جلسه مذاکرات برای بازنگری این اصول آغاز شد و جز در چند مورد تغییرات لفظی، مخالفت عمده‌ای بر سر تغییر اصول پیشنهادی وجود نداشت.
از کسانی که در مجلس مؤسسان به مخالفت پرداخت سلیمان میرزا اسکندری و دو سوسیالیت دیگر بودند. حسین مکی دربارهٔ این مخالفت می‌گوید: پس از تصویب ماده‌واحده خلع قاجار و پیش از برپایی مجلس مؤسسان بین رضاخان و موافقانش توافق شده بود که پادشاهی بعد از رضاخان که استثناً سلطنت مادام‌العمر خواهد داشت، به صورت انتخابی و بنا بر انتخاب مجلس شورای ملی انتخاب گردد ولی پس از برپایی مجلس مؤسسان رضاخان تصمیم گرفت در قانون جدید سلطنت را موروثی کند و از توافق پیشینش سرباز زد، در نتیجه این افراد در مجلس مؤسسان تقریباً به مخالفت برخاستند.
سرانجام در ۲۲ آذرماه ۱۳۰۴، مجلس مؤسسان اصول پیشنهادی را تصویب و به جای همان اصول در قانون اساسی قبلی جایگزین نمود.

اصول پیشنهادی به این شرح بودند:
اصل ۳۶: سلطنت مشروطه ایران از طرف ملت به وسیله مجلس مؤسسان به شخص اعلیحضرت، شاهنشاه رضاشاه پهلوی تفویض شد و در اعقاب ذکور ایشان نسلاً بعد نسل برقرار خواهد بود. 

اصل ۳۷: ولایت عهد با پسر بزرگتر پادشاه که مادرش ایرانی‌الاصل باشد، خواهد بود، در صورتی که پادشاه اولاد ذکور، نداشته باشد، تعیین ولیعهد بر حسب پیشنهاد پادشاه و تصویب مجلس شورای ملی به عمل خواهد آمد. مشروط برآنکه آن ولیعهد از خانواده قاجار نباشد، و در موقعی که فرزند ذکور برای شاه به وجود آمد، حقاً ولایت عهد با او خواهد بود.

اصل ۳۸: در موقع انتقال سلطنت، ولیعهد وقتی می‌تواند شخصاً امر سلطنت را متصدی شود که دارای حداقل ۲۰ سال شمسی باشد. اگر به این سن نرسیده باشد، نایب‌السلطنه، غیر از خانواده قاجار، از طرف مجلس شورای ملی برای او انتخاب خواهد شد.

اصل ۴۰: همین‌طور شخصی که به نیابت سلطنت منتخب می‌شود نمی‌تواند متصدی این امر شود مگر اینکه قسم مزبور را یاد نموده‌باشد.
مجلس مؤسسان با تشکیل پنج جلسه و الغای اصول و بازنگری و تصویب اصول بالا به جای آن‌ها بر طبق ماده واحده‌ای و واگذاری پادشاهی ایران به رضاشاه و فرزندان پسر او، سرانجام در روز یکشنبه ۲۲ آذرماه ۱۳۰۴ خورشیدی به کار خود پایان داد. رضاشاه، دو روز بعد در ۲۴ آذر در مجلس شورای ملی سوگند خورد و روز پس از آن به تخت پادشاهی نشست.

## فرجام
پس از تغییرات ماده‌های ۳۶ تا ۴۰ متمم قانون اساسی در نخستین مجلس مؤسسان که منجر به تغییر سلطنت از قاجار به پهلوی شد، تغییرات دیگری در قانون داده نشد تا در سال ۱۳۲۸ و در زمان محمدرضا شاه که دگربار مجلس مؤسسان برای تغییر چند اصل از قانون اساسی برای بیشتر کردن اختیارات شاه و شکل‌دادن به مجلس سنا مورد بازنگری قرارگرفت. دگر بار در سال ۱۳۴۶ مجلس مؤسسان برای اصلاح قانون اساسی مشروطه و اصل مربوط به شرایط نیابت سلطنت برپا شد.